# Thomas Rottenberg

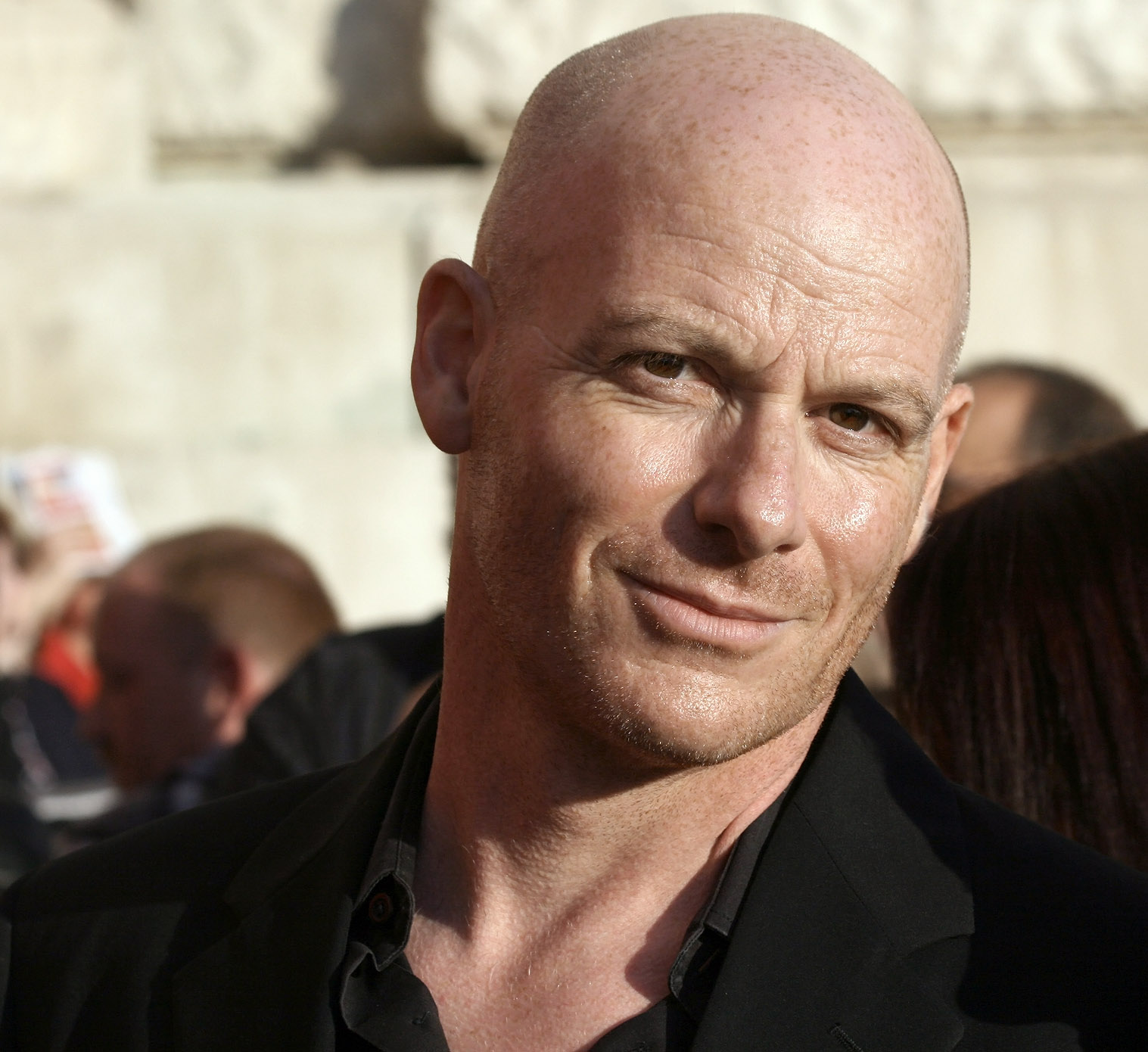
Thomas Rottenberg, 2012

Thomas Rottenberg (* 25. Februar 1969 in Wien) ist ein österreichischer Journalist, Autor und Moderator.

## Leben
Erste Erfahrungen in der Medienbranche sammelte Rottenberg als Radioreporter und -moderator, unter anderem für die ORF-Sendungen Die Musicbox, ZickZack und Diagonal. Anfang der 1990er Jahre dehnte er seine Tätigkeiten auf den Bereich Printmedien aus und schrieb für profil und die Wochenzeitung Falter, wo er das Ressort Stadtleben leitete. 
Ab dem Jahr 2000 arbeitete Rottenberg als Redakteur bei der Tageszeitung Der Standard, wo er unter anderem für den Webauftritt derStandard.at bis 2009 die Kolumne Stadtgeschichten schrieb, von der 2004 eine Sammlung in Buchform mit dem Titel Wiener Stadtgeschichten erschien. Seine anschließende Kolumne Paparotti erschien ab 2010 auf derStandard.at. 2013 begann er dort das Blog Rotte rennt zum Thema Laufen.
Rottenberg, der bereits Ende der 1990er Jahre Moderationen für den Fernsehsender TIV machte, arbeitete von 2006 bis 2008 für Puls 4, wo er die Diskussionssendung Talk of Town moderierte. Ab 2009 arbeitete er als Moderator für das Literaturmagazin literaTOUR auf Servus TV. Auch abseits seiner Tätigkeiten für das Fernsehen moderiert er verschiedene Events und Diskussionsrunden. 
Anfang 2022 war er für einige Monate Pressesprecher der im Niederösterreichischen Landtag vertretenen Grünen.

## Auszeichnungen

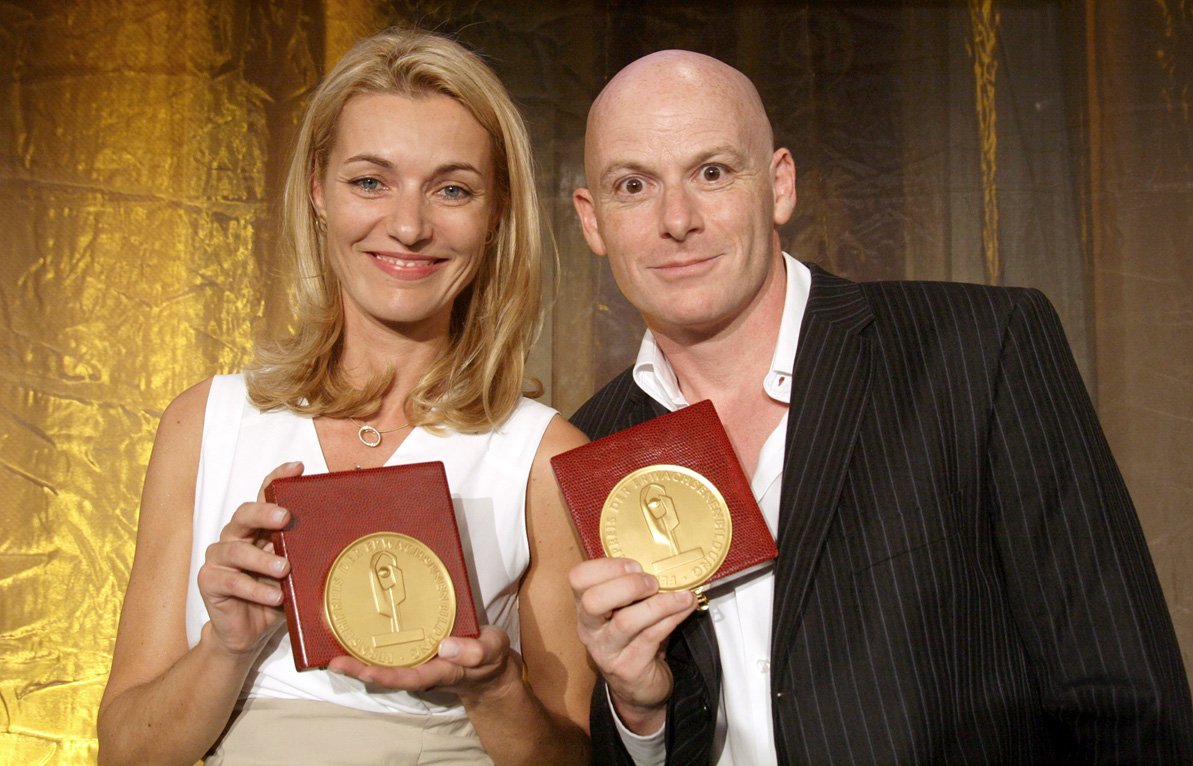
Thomas Rottenberg und Barbara Essl, 2011

- 1995 Prof. Claus Gatterer-Preis (Ehrende Anerkennung)
- 2011 Fernsehpreis der Österreichischen Erwachsenenbildung (zusammen mit Barbara Essl für die Sendereihe literaTOUR)

## Werke
- Männerwaschanleitung (zusammen mit Dagmar Hansel). Deuticke, Wien 2002. ISBN 3-2163-0653-4.
- Wiener Stadtgeschichten. Echomedia, Wien 2004. ISBN 3-9017-6129-2.
- Das Männer-Verstehbuch. Np Buchverlag, St. Pölten 2005. ISBN 3-8532-6389-5.
- Sepp Resnik – Einfach extrem (zusammen mit Sepp Resnik). Residenz-Verlag, St. Pölten 2006. ISBN 3-7017-3024-5.
- Jung, wild, schön, schnell (zusammen mit Lena Gansterer). Echomedia, Wien 2007. ISBN 3-9017-6176-4.